# Betz Halloran
Pour les articles homonymes, voir Halloran.
Mary Elizabeth (Betz) Halloran est une biostatisticienne américaine qui travaille en tant que professeure de biostatistique, professeure d'épidémiologie et professeure adjoint de mathématiques appliquées à l'université de Washington.

## Éducation et carrière
Halloran a étudié la physique et la philosophie des mathématiques pendant deux ans en tant qu'étudiante de premier cycle à l'université Case Western Reserve, de 1968 à 1970, avant de quitter l'école pour rejoindre le mouvement de contre-culture à San Francisco. Décidant d'étudier la médecine, elle est retournée à l'école, terminant un bachelor en sciences générales à l'université de l'Oregon en 1972.
Elle a voyagé à Berlin pour poursuivre ses études à l'Institut Max-Planck de génétique moléculaire et à l'université libre de Berlin de 1973 à 1975,, étudié la médecine à l'université de Southampton en Angleterre en 1981, et a terminé un doctorat en médecine à l'université libre de Berlin en 1983. Son objectif à cette époque était de pratiquer la médecine dans le monde en développement. Elle a donc continué à étudier les maladies tropicales à l'Institut Bernhard-Nocht de médecine tropicale à Hambourg en 1984, puis a obtenu une maîtrise en santé publique à l'université Harvard en 1985. Dans ce programme, elle a ravivé son intérêt pour la modélisation mathématique et elle est restée à Harvard en tant qu'étudiante diplômée, gagnant un D.Sc. en sciences de la population de Harvard en 1989.
Après des recherches postdoctorales à l'université de Princeton et à l'Imperial College London, elle a rejoint l'université Emory en tant que professeure adjoint d'épidémiologie et de biostatistique en 1989 et a été promue professeure titulaire en 1998. À Emory, elle a dirigé le Center for AIDS Research de 2002 à 2005 et le Center for Highthroughput Experimental Design and Analysis de 2004 à 2005. Elle a déménagé à l'université de Washington en 2005. En 2009, elle a fondé le Summer Institute in Statistics and Modeling in Infectious Diseases à l'université de Washington, et continue d'en être la directrice.

## Recherche
Halloran étudie l'inférence causale et la biostatistique des maladies infectieuses. Elle est une collaboratrice à long terme du chercheur de l'université de Floride Ira Longini, avec qui elle étudie la propagation de la grippe,. Elle a également été citée en tant qu'experte sur les taux de mortalité d'autres maladies telles que l'ébola et le choléra, et les facteurs influençant ces taux.
Avec Longini et Claudio J. Struchiner, elle est co-auteure du livre Design and Analysis of Vaccine Studies (Springer, 2009),,.

## Récompenses et honneurs
En 1996, Halloran a été élue membre de la Société américaine de statistique, en 1997 elle est devenue membre de la Royal Statistical Society et en 2009 elle est devenue membre de l'Association américaine pour l'avancement des sciences,.
En 2005 et 2006, elle a occupé la chaire Dr Ross Prentice (en) de biostatistique à l'université de Washington.

## Publications
- avec Longini, IM : AIDS: Modeling epidemic control. Science 267, 1250-1251 (1995).
- avec Longini, IM : A frailty mixture model for estimating vaccine efficacy. Applied Statistics 45, 165-173 (1996).
- avec Longini, IM, Nizam A. et Yang, Y.: Containing pandemic influenza with antiviral agents. American Journal of Epidemiology 159, 623-633 (2004). PMID 15033640
- avec Longini, IM, Nizam, A., Xu, S., Ungchusak, K., Hanshaoworakul, W., Cummings, D. : Containing pandemic influenza at the source. Science 309, 1083–1087 (2005). PMID 16079251
- avec Longini, IM : Preparing for the worst-case scenario: RE: Containing pandemic influenza at the source, Science 310, 1117-1118 (2005). PMID 16079251
- avec Longini, IM: Community studies for vaccinating school children against influenza. Science 311, 615-616 (2006). PMID 16456066
- avec Ferguson, NM, Eubank, S., Longini, IM, et al. : Modeling targeted layered containment of an influenza pandemic in the United States.  Proceedings of the National Academy of Sciences 105, 4639-4644 (2008). PMID 2290797
- [avec Longini, IM et Struchiner, CJ: The Design and Analysis of Vaccine Studies. Springer, New York, 387 p. (2009).
- avec Yang, Y., Sugimoto, JD, Basta, NE, Chao, DL, Matrajt, L, Potter, G, Kenah, E, Longini, IM: The transmissibility and control of pandemic influenza A (H1N1) virus. Science 326, 729-33 (2009). PMC 2880578
- avec Chao, DL, Longini, IM: Vaccination strategies for epidemic cholera in Haiti with implications for the developing world. Proceedings of the National Academy of Sciences 108, 7081-85 (2011). PMC 3084143
- avec Chao, DL, Halstead, SB, Longini, IM: Controlling dengue with vaccines in Thailand. PLoS Negl Trop Dis 6 (10): e1876. DOI 10.1371/journal.pntd.0001876   (2012). PMC 3493390.